# ピクセル・ブラウザー
ピクセル・ブラウザー（Picsel Browser）とは、ピクセル・テクノロジーズが開発した、PDA及びNTTドコモの第三世代携帯電話FOMAに搭載される多機能ブラウザである。

## 概要
イギリス、ピクセル・テクノロジーズ（Picsel Technologies）が開発した。日本では主にNTTドコモ製品に搭載され、museaやシグマリオンIII等のPDAにはホームページ及びドキュメントビューアとして搭載されている。シャープ製の携帯電話SH506iC、SH900i、SH901iC、SH901iS、SH902i等、スマートフォンのM1000にはドキュメントビューアとして搭載されている。
また、NEC製の携帯電話N904i、N905i、N905iμ、N905iBizにはフルブラウザーとして搭載され、 従来の標準ブラウザと違い、高速なズームとスクロールが可能で、パソコン用ブラウザのようなツールバーやグラフィカルな文字入力機能などの特徴がある。

## N904i以降の特徴
高速スクロール・ズーム
リアルタイムでサイズが画面に合うように調整し、超高速でのズームやスクロールが可能。
ダイナミックUI
文字入力機能・・・スクリーンキーボードを利用し従来と違い、端末のボタンではなく、十字キーや決定キーまたはそれらに代わる物による直感的な入力が可能になり、これも拡大縮小が可能となっている。
ツールバー・・・パソコンのようなツールバーが表示され、そこには「戻る」「進む」「更新」「Bookmark一覧」「ビューモード」「URL入力」「ヘルプ」「拡大/縮小」の順にボタンが表示されている。
ビューモード
オリジナルのもので、ズームを行い、ブラウジングするものと、各携帯端末の画面の横幅に合うように、webページのレイアウトを自在に変更し、上下スクロールのみで、ブラウジングが可能なものの2種類が搭載される。

## 搭載機種
- M1000
- musea
- シグマリオンIII
- SH506iC
- SH900i
- SH901iC
- SH901iS
- SH902i
- N904i
- N905i
- N905iμ
- N905iBiz

## 歴史
- 2003年4月：musea向けにダウンロードサービス開始
- 2003年5月：シグマリオンIII発売開始
- 2004年3月20日：SH900i発売開始
- 2007年4月23日：NTTドコモの904iシリーズと同時にピクセルブラウザを発表。
- 2007年4月25日：ピクセル・テクノロジーズの戦略説明会「Keitai Browsing 2.0」において、正式発表。

## リンク
- ピクセル・ブラウザー